# ジラノ・ケルク
ジラノ・ケルク（Gyrano Kerk、1995年12月2日 - ）は、オランダ・アムステルダム出身のサッカー選手。ロイヤル・アントワープFC所属。ポジションはフォワード。

## 経歴
2012年からFCユトレヒトで育成され、2014年1月22日、KNVBカップNEC戦でトップチームデビューを果たした。
2021年9月1日、FCロコモティフ・モスクワに4年契約で移籍した 。
2023年1月21日、2022-23シーズン終了までロイヤル・アントワープFCへレンタル移籍をした。